# Marian Funk
Marian Funk (* 4. November 1980 in Berlin) ist ein deutsch-tschechischer Theaterschauspieler und Sprecher.

## Leben
Nach dem Abitur im Jahr 2000 am Antonianum im westfälischen Geseke begann Funk 2002 ein Schauspielstudium an der Hochschule für Musik und Darstellende Kunst Frankfurt am Main, das er 2006 abschloss. Seit 2004 übernahm er Rollen an Theatern in Frankfurt am Main, Gießen und Paderborn. Funk kam bereits zu Beginn seines Studiums über eine Dozentin als Sprecher zum Hessischen Rundfunk, u. a. für die Sendung Wissenswert im hr2-Hörfunk, worüber er auch seinen ersten Hörbuchauftrag für Wolkenhunter erhielt. Er versteht sich mehr als Sprecher denn als Schauspieler, hält Lesungen und arbeitet als Werbesprecher.
Einen größeren Bekanntheitsgrad erreichte er durch Hörbücher für Kinder. Zu seinen Tätigkeiten zählen hierbei die Erzählerrolle im Hörspiel zur Serie Dora des Fernsehsenders Nickelodeon und die Hörbuchversionen von Kenneth Oppels Abenteuerromanen Wolkenpanther und Wolkenpiraten. Eine seiner Arbeiten, das symphonische Pop-Hörbuch Rosi in der Geisterbahn nach einem Bilderbuch von Philip Waechter, erschien 2008 und kam auf die Hörbuchbestenliste von hr2 im Juni 2008.

## Werke
- Rosi in der Geisterbahn, nach einem Bilderbuch von Philip Waechter, Beltz, 2008.
- Dora-Reihe, Edel-Records, 2006
- Wolkenpanther, nach einem Kinder-Abenteuerroman von Kenneth Oppel, Beltz, 2006
- Wolkenpiraten, nach einem Kinder-Abenteuerroman von Kenneth Oppel, Beltz, 2006

## Hörspiele/Hörbücher
- 2013: Ferdinand Kriwet: Radio-Revue oder „Ich bräuchte jemanden, der mich mir zurückgibt“ (1960/61) – Regie: Ferdinand Kriwet – (Hörspiel – DKultur/WDR)
- 2017: Megumi Iwasa: Viele Grüße, Deine Giraffe – Bearbeitung und Regie: Dirk Kauffels, Sauerländer audio, ISBN 978-3-8398-4900-2
- 2017: Neal Shusterman: Scythe – Die Hüter des Todes – Regie: Dirk Kauffels, Argon Verlag, ISBN 978-3-8398-1564-9
- 2018: Neal Shusterman: Scythe – Zorn der Gerechten – Regie: Dirk Kauffels, Argon Verlag, ISBN 978-3-8398-5189-0
- 2018: Megumi Iwasa: Viele Grüße vom Kap der Wale – Bearbeitung und Regie: Dirk Kauffels, Sauerländer audio, ISBN 978-3-8398-4921-7 (ausgezeichnet mit der hr2-Hörbuchbestenliste)
- 2024: Nina George: Die magische Bibliothek der Buks 1: Das Verrückte Orakel, TIDE exklusiv, Hamburg, ISBN 978-3-8449-3965-1.